# 高橋昌大
高橋 昌大（たかはし まさひろ、1985年5月31日 - ）は、茨城県古河市出身の元サッカー選手。

## 人物・来歴
ポジションはフォワード。強さを活かしたドリブル、シュート、ヘディングが持ち味である。
中学2年生の新人戦決勝の八千代一中戦（1-0）でオーバーヘッドでVゴールを決めた。
利き足は右足だがリフティングは左足。
2008年にJリーグの水戸ホーリーホックに入団。同年4月20日の徳島ヴォルティス戦でリーグデビューを飾った。
2009年から、JFL・MIOびわこ草津に移籍した が、同年のシーズン終了後に退団。

## 所属クラブ
- 古河市立古河第四小学校
- 古河市立古河第二中学校
- 船橋市立船橋高等学校
- 中京大学
- 2008年 水戸ホーリーホック
- 2009年 MIOびわこ草津

## 個人成績
| 国内大会個人成績 | 国内大会個人成績 | 国内大会個人成績 | 国内大会個人成績 | 国内大会個人成績 | 国内大会個人成績 | 国内大会個人成績 | 国内大会個人成績 | 国内大会個人成績 | 国内大会個人成績 | 国内大会個人成績 | 国内大会個人成績 |
| 年度             | クラブ           | 背番号           | リーグ           | リーグ戦         | リーグ戦         | リーグ杯         | リーグ杯         | オープン杯       | オープン杯       | 期間通算         | 期間通算         |
| 年度             | クラブ           | 背番号           | リーグ           | 出場             | 得点             | 出場             | 得点             | 出場             | 得点             | 出場             | 得点             |
| 日本             | 日本             | 日本             | 日本             | リーグ戦         | リーグ戦         | リーグ杯         | リーグ杯         | 天皇杯           | 天皇杯           | 期間通算         | 期間通算         |
| ---------------- | ---------------- | ---------------- | ---------------- | ---------------- | ---------------- | ---------------- | ---------------- | ---------------- | ---------------- | ---------------- | ---------------- |
| 2008             | 水戸             | 24               | J2               | 6                | 0                | -                | -                | 0                | 0                | 6                | 0                |
| 2009             | びわこ           | 19               | JFL              | 11               | 1                | -                | -                | -                | -                | 11               | 1                |
| 通算             | 日本             | 日本             | J2               | 6                | 0                | -                | -                | 0                | 0                | 6                | 0                |
| 通算             | 日本             | 日本             | JFL              | 11               | 1                | -                | -                | 0                | 0                | 11               | 1                |
| 総通算           | 総通算           | 総通算           | 総通算           | 17               | 1                | -                | -                | 0                | 0                | 17               | 1                |

## タイトル
- 1999年 中学新人県大会優勝
- 2000年 中学総体県大会3位
- 2001年 高校総体優勝
- 2002年 関東大会優勝
- 2002年 高校サッカー選手権優勝
- 2003年 高校総体3位
- 2003年 高円宮杯全日本ユース優勝
- 2003年 高校サッカー選手権ベスト8